# Metodo Martindale
Il metodo di Martindale viene utilizzato per analizzare la resistenza di tessuti e pelli (naturali o sintetici) all'usura.
In particolare del materiale sottoposto ad usura, vengono analizzati: la resistenza alla rottura, il pilling, i cambiamenti di colore, e la perdita di peso.
Il test deve essere svolto su almeno tre campioni di materiale contemporaneamente che, a contatto con un materiale abradente (o un campione di materiale stesso), vengono sottoposti a cicli pre-impostati di sfregamento sotto una determinata pressione; in base al risultato sul campionario del tessuto verrà riportato il numero dei cicli (es. Martindale 2.500 giri)
Il test di usura termina quando si verifica la rottura dei primi due fili dell'armatura del tessuto, mentre il test di pilling termina con la formazione di palline di materiale abraso sulla superficie del materiale stesso.
Le operazioni di sfregamento vengono eseguite da dispositivi elettro-meccanici, mentre il controllo delle superfici viene eseguito da operatori specializzati.
il test è molto utile per valutare i tessuti da rivestimento. Un buon tessuto deve avere almeno 15.000 giri.